# Regiment Huzaren van Sytzama

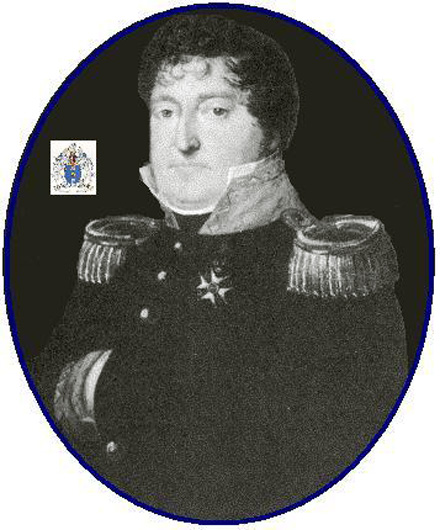
J G van Sytzama

Het Regiment Huzaren van Sytzama  werd in 1951 opgericht, maar de voorgeschiedenis begint in 1814, toen Johannes Galenus van Sytzama (1767-1839) legercommandant in Leeuwarden was. Van Sytzama was een Nederlandse militair, die een belangrijke rol speelde bij de oprichting van de Cavalerie van het Koninkrijk der Nederlanden. De standaard werd op 16 september 2012 opgelegd.

## Voorgeschiedenis

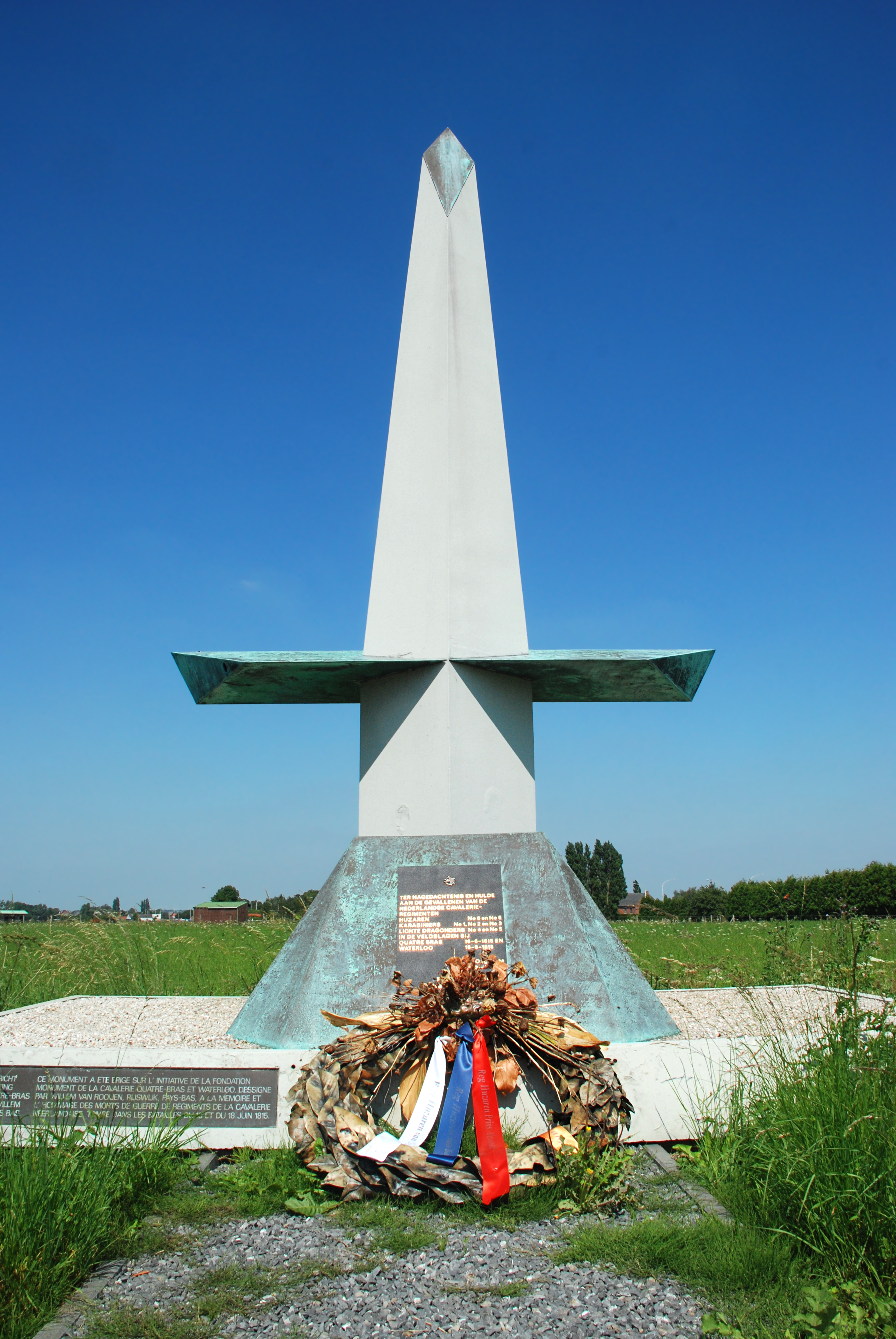
Monument aan de Nederlandse Cavalerie regimenten in Quatre Bras (Genepiën).

In 1810 nam het 14e Régiment de Cuirassiers van het Napoleontische leger het 2de Regiment Kurassiers over, maar al in 1814 werd het Franse korps opgeheven. Na de Franse overheersing werden jhr. W.F. Boreel en J.C. baron van Sytzama door de koning aangewezen om een regiment cavalerie op te richten. Van Sytzama was hiermee al in november 1813 begonnen. In januari 1814 was hij commandant geworden van het Regiment Zware Dragonders nr. 1. Zijn regiment zette de tradities van de Kurassiers voort. Hoewel het regiment enkele keren een ander nummer toebedacht kreeg, bleef het in Leeuwarden gevestigd, ook toen het de naam Regiment Dragonders nr. 3 kreeg. 
Op 11 januari 1814 deed Van Sytzama een oproep aan zijn Friese landgenoten om als ruiters voor Nederland en Oranje te strijden tegen de Vijand des Vaderlands en zich in Leeuwarden daartoe aan te melden. 

ORDERBOEK uit 1814 
Dit Orderboek uit 1814 geeft een beeld van de situatie in Leeuwarden onder van Sytzama en de overgang naar Leiden. In 2022 is het NMM te Soesterberg via een buitenstaander in de mogelijkheid gesteld het ORDERBOEK 1814 van het 3e Regiment Dragonders, in bruikleen bezit bij het Cavalerie Museum te Amersfoort, te kunnen lezen , kopiëren en transcriberen. Het project is op dit moment (30/6/22) nog in bewerking maar het resultaat zal binnenkort beschikbaar komen. Meer nieuws volgt later.

### Krijgsverrichtingen

#### Waterloo
Nadat Napoleon uit Elba was ontsnapt werd het regiment onder commando van majoor Lechleitner bij Waterloo ingezet en het leed het daar zware verliezen. Daarna rukten de mannen op naar Parijs, tegelijk met Engelse en Pruisische troepen. Op 27 november 1815 waren de troepen terug in Leiden. Negen maanden later werd de naam gewijzigd in Afdeling Kurassiers nr. 3 en op 7 oktober 1820 werd de standaard uitgereikt.

#### Tiendaagse Veldtocht
De Tiendaagse Veldtocht was al afgelopen voordat het regiment hieraan deelnam. Daarom staat die veldtocht ook niet op de standaard vermeld.

Naamswijzigingen
Op 10 maart 1841 werd de naam van het regiment veranderd in Regiment (zware) Dragonders en in 1867 in het 1ste Regiment Hussaren. In 1881 werd het 1ste Regiment wegens bezuinigingen opgeheven, met uitzondering van het Eskadron Ordonnansen.
In 1905 werd het Regiment nieuw geformeerd en kreeg het de naam 1ste Regiment Huzaren. Hierbij werden de standaard en de tradities van het 1ste Regiment uit 1881 overgenomen. In 1909 reikte koningin Wilhelmina de nieuwe standaard uit.

#### Meidagen 1940
Tijdens de vijf meidagen was het regiment vooral actief bij Voorthuizen en Achterveld. Het regiment verloor 34 man. 
Door nieuwe bezuinigingen in 1922 werd het Wapen der Cavalerie gehalveerd en kreeg het de naam Half-Regiment Huzaaren. De korpsen behielden hun eigen standaard. Tijdens de Tweede Wereldoorlog zouden van de vier half-regimenten twee hele gemaakt kunnen worden, maar dat gebeurde niet en kwam zelfs een 5de korps bij.

### Onderscheiden huzaren
de Militaire Willems-Orde
- in augustus 1815 werden 29 militairen onderscheiden met de Militaire Willems-Orde (RMWO.4). Drie van hen werden jaren later tot Ridder 3de klasse bevorderd.
- in 1946 uitgereikt aan jhr. Pieter Jacob Six
- in 1948 uitgereikt aan Bib van Lanschot

De Bronzen Leeuw
- in 1946 uitgereikt aan J.A.C. Peterse, J.L. Hoollert en J.D. Heezen
- in 1949 uitgereikt aan Jacob Beekman

het Bronzen Kruis
- in 1941 uitgereikt aan jhr. Jan Beelaerts van Blokland
- in 1944 uitgereikt aan C.F. Pahud de Mortanges
- in 1945 uitgereikt aan J. Beekman (zie hierboven)
- in 1946 uitgereikt postuum uitgereikt aan jhr. W.F. Clifford Kocq van Breugel, J.H. van Melick, P. Rink, R.J. Scholten en H. Simon Thomas
- in 1951 uitgereikt aan J.A.C. van Veen

## Oprichting 1951
Op 1 oktober 1951 werd het Regiment van Sytzama opgericht en nam de standaard over van het vooroorlogse 1ste Regiment. Op 10 september reikte prins Bernhard de standaard uit aan de eerste commandant, majoor J.H.W. Nix.  De taak van het regiment werd de omscholing van de eenheden die in Indië hadden gediend tot zelfstandige Eskadrons Zware Tanks. Deze eskadrons zijn ondergebracht bij het 11e Tankbataljon in Oirschot, dat op 6 januari 1958 werd opgericht en op 9 mei 2011 stand down werd gezet. Als laatste tank had het 11e Tankbataljon de Leopard 2A6 (NL).
Andere eenheden die bij het Regiment Huzaren van Sytzama waren ingedeeld zijn:
- 12e Tankbataljon, opgericht oktober 1957, 2000 opgeheven (Leopard 2A4);
- 43e Tankbataljon, opgericht 1 februari 1963, 1 juli 1992 opgeheven (Leopard 2A4);
- 49e Tankbataljon, opgericht 1 oktober 1972, 1 januari 1994 opgeheven (Leopard 1V).

## Ontbinding
Achttien maanden na het besluit om de Nederlandse tankbataljons op te heffen werden de regimenten Huzaren van Sytzama en Huzaren Prins van Oranje eveneens opgeheven. De standaards werden op het Lange Voorhout door de laatste commandant, Lt-kolonel Kees Koek, teruggegeven aan de commandant der Landstrijdkrachten, luitenant-generaal M.C. de Kruif. In het opheffingsbesluit stond dat de tradities van het regiment worden bewaard door het Regiment Huzaren van Boreel. In het Traditiebesluit Koninklijke Landmacht (2016) werd het Regiment Huzaren van Sytzama weer heropgericht. Daarin werd tevens bepaald dat het opleggen van de standaard en het bewaren van de tradities van het regiment door het Regiment Huzaren van Boreel ongedaan worden gemaakt.
Op 20 november 2020 zijn bij Koninklijk besluit de Regimenten Huzaren Van Sytzama, het Regiment Huzaren Prins Alexander en het Regiment Huzaren Prins van Oranje samengevoegd tot het Regiment Huzaren Prinses Catharina-Amalia.

## Monument
In Voorthuizen is een monument opgericht om op iedere tweede dinsdag in mei hen te gedenken die in de meidagen van 1940 sneuvelden.